# 熊野神社 (掛川市)
熊野神社（くまのじんじゃ）は、静岡県掛川市にある神社。祭神は素佐之男命。旧社格は郷社。

## 由緒
熊野神社は、大宝元年（701年）紀伊国熊野大権現を移し祀り、大新井の氏神となる。言い伝えによると三熊野神社の五伴の神、今駒明神であるとされている。
明治8年（1875年）郷社となり、社領として五石五斗の土地を有していたが明治8年上地した。昭和11年（1936年）社殿を新築し、現在は新井と野賀の氏神となる。